# حادثه معدن زغال‌سنگ زمستان یورت آزادشهر
حادثه معدن زغال‌سنگ زمستان یورت آزادشهر انفجاری بود که در روز چهارشنبه ۱۳ اردیبهشت ۱۳۹۶، ساعت ۱۱:۳۰ صبح، در معدن زغال‌سنگ یورت رخ داد که بر اثر آن ده‌ها کارگر در زیر زمین گرفتار شدند.در این حادثه ۴۳ کارگر جان باختند و بیش از ۱۰۰ نفر زخمی شدند. این معدنچیان در عمق ۱۳۰۰ متری در فضای مملو از گاز مونو اکسید کربن و متان گرفتار شده بودند. مدیر کل جمعیت هلال احمر استان گلستان عصر همان روز اعلام کرد که نیروهای امدادی تنها توانسته‌اند به عمق ۸۰۰ متری برسند. آنهم در شرایطی که نیروهای امدادی نیز دچار گازگرفتگی شده و به عنوان مصدوم از تونل معدن خارج شدند.
به گفته معدنچیان، تونلی که انفجار در آن رخ داده یکی از تونل‌های بن‌بست این معدن بوده و فقط یک راه خروج داشته است.
به‌دنبال این حادثه سرپرست اورژانس ایران از زخمی شدن ۱۹ کارگر و حبس ۹۰ کارگر دیگر در معدن خبر داد. سپس صادق علی مقدم، مدیرکل دفتر مدیریت بحران استانداری گلستان گفت که تعداد زخمی‌ها به ۳۰ نفر رسیده است. او همچنین تعداد حبس شدگان در معدن را ۲۶ نفر اعلام کرد. اما چهارشنبه شب ۱۳ اردیبهشت وزیر کار ایران تعداد کشته شدگان را ۳۵ نفر اعلام کرد. به گفته مقام‌های محلی پیکرهای ۳۵ نفر از معدن خارج گردیده است.
بامداد سه‌شنبه ۱۹ اردیبهشت ۱۳۹۶ معاون عمرانی استاندار گلستان از پیدا شدن پیکر ۷ تن دیگر از معدنچیان محبوس در زیر آوارهای معدن زمستان یورت خبر داد و ساعاتی بعد با کشف پیکر یک کشته شده دیگر، شمار پیکرهای پیدا شده معدنچیان به ۴۳ جسد رسید. به گفته مقام‌های محلی به علت نبود آمار دقیق معدنچیان، عملیات جستجو در تونل معدن ادامه دارد. اجساد کشف شده برای تشخیص هویت به پزشکی قانونی گنبدکاووس منتقل شده است.
یکی از معدنچیان حاضر در حادثه معدن گفت: «معدن یورت آزادشهر سنسور تشخیص نشت گاز ندارد و علت اصلی این حادثه هم انفجار گاز به دلیل نشت آن بود».
استاندار گلستان دربارهٔ دلیل وقوع حادثه انفجار گفت: «به علت توقف واگن و لوکوموتیو در داخل تونل و سهل‌انگاری از طرف یکی از تعمیرکاران که موجب ایجاد جرقه‌ای ایجاد شد، انفجار در تونل معدن رخ داد». فیض‌الله کاکوئی، کارفرمای این معدن، گفت به‌دنبال از کارافتادن موتور دیزل این معدن، کارگران توسط یک دستگاه باتری قصد روشن کردن موتور دیزل کشنده لوکوموتیو را داشتند که به محض برقراری اتصال با جرقه ایجاد شده تونل منفجر می‌شود.

## حواشی

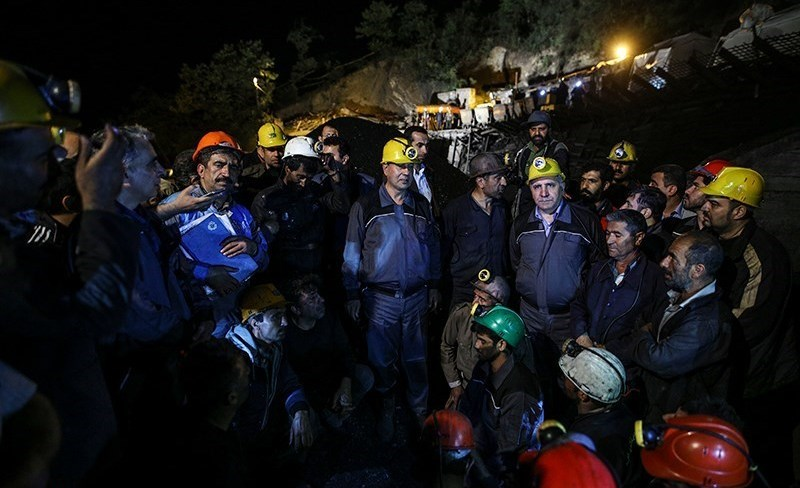
حضور علی ربیعی، وزیر کار در محل حادثه

در سالهای اخیر حوادث متعددی در معادن ایران به ویژه معادن کرمان رخ داده است. تنها در فاصله سالهای ۱۳۸۸ تا ۱۳۹۲ بیش از ۳۰ معدنچی در حوادث معدن جان خود را از دست دادند. دلیل بیشتر این تلفات نبود خدمات اضطراری کافی در مناطق نزدیک به معادن عنوان شده است.
خبرگزاری دانشجویان ایران، ایسنا خبر داد که تعداد زیادی از کارگران این معدن بیمه حادثه و مسئولیت نداشتند.
محمدرضا نعمت‌زاده وزیر صنعت، معدن و تجارت جمهوری اسلامی ایران روز پنجشنبه ۱۴ اردیبهشت ۱۳۹۶ با بیان اینکه معدن زغال‌سنگ زمستان یورت آزادشهر متعلق به بخش خصوصی بوده است، بیان کرد: سهامداران این شرکت علاوه بر پنج هزار کارمند بازنشسته معدن، شرکت سرب و روی وابسته به بسیج و یک شرکت وابسته به ذوب آهن اصفهان هستند.
علیرضا ابراهیمی، یکی از نمایندگان مجلس از آزادشهر و رامیان از حوزه گلستان گفت: «برخی از کارگران معدن «زمستان یورت» که روز چهارشنبه دچار حادثه شد، از شش ماه تا یک سال حقوق عقب مانده دارند و از نظر بیمه درمانی هم از چتر حمایتی مطلوب برخوردار نبوده‌اند.» برادر یکی از معدنچیان حبس شده در معدن گفت: «۲ سال پیش در این معدن فعالیت می‌کردم و به ازای هر ۱۶ ساعت کار در روز ۷ هزار تومان دریافتی و بیمه داشتم. برادر من یکی از محبوس شدگان در این معدن است و وی تاکنون ۱۴ماه حقوق دریافت نکرده است».
علی ربیعی وزیر تعاون، کار و رفاه اجتماعی گفت که معدن زمستان یورت، دست‌کم شش ماه تعطیل خواهد بود.
حسن روحانی رئیس‌جمهور ایران روز یکشنبه ۱۷ اردیبهشت ۱۳۹۶ هنگام بازدید از محل معدن زغال‌سنگ یورت با اعتراض خانواده‌های معدنچیان مواجه شد. در فیلم منتشر شده توسط خبرگزاری‌های محلی اعضای خانواده‌های کارگران معدن علیه روحانی شعار می‌دادند و به خودرو او می‌کوبیدند.
فیلم این واقعه که توسط خبرگزاری فارس آنلاین در ۱۷ اردیبهشت منتشر گردیده نشان می‌دهد که یک معدنچی روی سقف این خودرو رفته و یک معدنچی دیگر بالا و پایین می‌پرید و کلاهخودش را با لگد می‌زد و در این حال روحانی مجبور به ترک محل گردید.
بنا بر گزارش‌های منتشر شده در فاجعه چهارشنبه ۱۳ اردیبهشت ۱۳۹۶ معدن زغال زمستان یورت ۴۳ نفر کشته شدند.

## گزارش تیم حقیقت یاب
در تاریخ ۴ خرداد ۱۳۹۶ علی ربیعی وزیر تعاون، کار و رفاه اجتماعی ایران گفت: نخستین گزارش تیم حقیقت‌یاب معدن آزادشهر تهیه شده است و با مقصران حادثه برخورد قانونی می‌شود.
درتاریخ ۲۲ خرداد ۱۳۹۶ رامین نورقلی پور عضو هیئت رئیسه کمیسیون صنایع و معادن مجلس گفت: گزارش تیم حقیقت یاب حادثه معدن آزادشهر در صحن علنی مجلس شورای اسلامی قرائت شد ولی این گزارش نهایی نیست و تاکنون علل دقیق فنی حادثه از طریق این کمیته مشخص نشده است. در ۱۵ آبان‌ماه ۱۳۹۶، رئیس کل دادگستری استان گلستان اعلام کرد براساس جمع‌بندی گزارش کمیته حقیقت‌یاب، مقصر حادثه کارفرما بوده است.

## وضعیت خانواده‌های معدن‌چیان
براساس گزارش رسانه‌ها به تاریخ ۲۹ خرداد ۱۳۹۶ با گذاشت ۴۰ روز از حادثه معدن یورت خانواده‌ها و کارگران معدن با مشکلات زیادی دست و پنجه نرم می‌کنند و جلساتی که بین کارگران و کارفرمایان تشکیل می‌شود هیچ تأثیر جدی نداشته است. پیش از این دولت ایران متعهد شده بود که بخشی از خسارت وارده به خانواده قربانیان را جبران کند و مشکلات سایر کارگران را نیز برطرف نماید.